# Felip Rodríguez
Felip Rodríguez (Madrid, 1 de maig de 1760 - Madrid, 1815) fou un músic navarrès.
Vers el 1770 ingressà a l'escolania de Montserrat i hi estudià amb Anselm Viola. Professà al monestir l'any 1778. Fou organista del monestir de Montserrat de Madrid, on compongué un recull de sonates i altres obres per a instruments de teclat que van tener una certa difusió a Catalunya.